# سیارک ۲۱۴۸

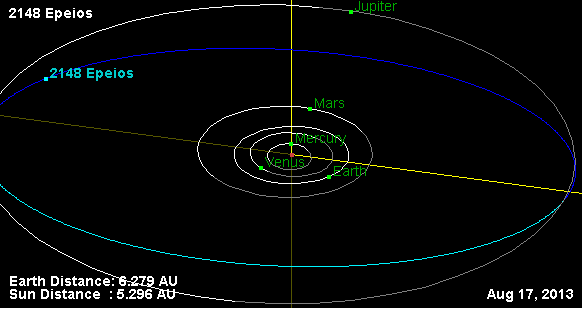
نمایی از محل قرارگیری سیارک ۲۱۴۸ در مدار – ۲۰۱۳

سیارک ۲۱۴۸ (به انگلیسی: 2148 Epeios، نامگذاری:1976UW) دو هزار و صد و چهل و هشتمین سیارک کشف شده‌است که در ۲۴ اکتبر ۱۹۷۶ کشف شد.
قدر مطلق سیارک برابر ۱۱٫۱۰ است.